# Épila
Épila é um município da Espanha na província de Saragoça, comunidade autónoma de Aragão. Tem 194,3 km² de área e em 2021 tinha 4 368 habitantes (densidade: 22,5 hab./km²).

## Demografia
| Variação demográfica do município entre 1991 e 2004 | Variação demográfica do município entre 1991 e 2004 | Variação demográfica do município entre 1991 e 2004 | Variação demográfica do município entre 1991 e 2004 |
| --------------------------------------------------- | --------------------------------------------------- | --------------------------------------------------- | --------------------------------------------------- |
| 1991                                                | 1996                                                | 2001                                                | 2004                                                |
| 3816                                                | 3957                                                | 4087                                                | 4089                                                |